# مزرعه سرد آرامش (فیلم)
مزرعه سرد آرامش (به انگلیسی: Cold Comfort Farm) فیلمی تلویزیونی محصول سال ۱۹۹۵ و به کارگردانی جان شلزینجر است. در این فیلم بازیگرانی همچون آیلین اتکینز، کیت بکینسیل، شیلا بورول، استیون فرای، فردی جونز، جوانا لاملی، ایان مک‌کلن، میریام مارگولیس، روفس سوئل، ایوان کی، کریستوفر بوون و روپرت پنری-جونز ایفای نقش کرده‌اند.